# Ambrein
Ambrein là một chất thơm được sử dụng trong ngành công nghiệp nước hoa. Nó là thành phần chính của long diên hương, một chất tiết từ hệ tiêu hóa của cá nhà táng, và là thành phần gây hiệu ứng kích dục của long diên hương.
Ambrein là một rượu triterpen.
Ambrein có tác dụng thuốc giảm đau và làm gia tăng hành vi tình dục ở chuột. Nó có thể làm tăng nồng độ nhiều loại hóc môn của thùy trước tuyến yên và nồng độ testosteron trong huyết thanh.